# Понти-Бранка
Понти-Бранка (порт. Ponte Branca)  —  муниципалитет в Бразилии, входит в штат Мату-Гросу. Составная часть мезорегиона Юго-восток штата Мату-Гроссу. Находится в составе крупной городской агломерации . Входит в экономико-статистический  микрорегион Тезору. Население составляет 1933 человека на 2006 год. Занимает площадь 687,812 км². Плотность населения - 2,8 чел./км².

## Статистика
- Валовой внутренний продукт на 2003 составляет 7.976.685,00 реалов (данные: Бразильский институт географии и статистики).
- Валовой внутренний продукт на душу населения на 2003 составляет 3.982,37 реалов (данные: Бразильский институт географии и статистики).
- Индекс развития человеческого потенциала на 2000 составляет 0,738 (данные: Программа развития ООН).